# ウリ・シュティーリケ
ウリ・シュティーリケ（Uli Stielike, 本名:ウルリッヒ・シュティーリケ, Ulrich Stielike, 1954年11月15日- ）は、ドイツのサッカー選手、サッカー指導者。選手時代のポジションはミッドフィールダー（守備的ミッドフィールダー）、ディフェンダー（リベロ）。1970年代から1980年代にかけてヨーロッパで最も成功を収めたドイツ人選手の一人と評されている。

## 選手経歴

### クラブ
地元のサッカークラブ・SpVgg 06 ケッチュでユース年代を過ごし、1973年2月にヘネス・バイスバイラー監督の率いるボルシア・メンヒェングラートバッハへ入団した。同年6月9日に行われたVfBシュトゥットガルト戦でデビューすると、この試合では敗れたものの2週間後の6月23日に行われたDFBポカール決勝の1.FCケルン戦に出場し優勝に貢献した。2年目の1973-74シーズンからレギュラーの座を掴むとベルティ・フォクツやユップ・ハインケスらと共にブンデスリーガ3連覇 (1974-75, 1975-76, 1976-77)、UEFAカップ優勝 (1974-75)、UEFAチャンピオンズカップ 1976-77準優勝 （イングランドのリヴァプールFCに1-3で敗退）に貢献した。
1977年、22歳の時にスペインのレアル・マドリードへ移籍。サンティアゴ・ベルナベウ会長が獲得した最後の大物選手であり、ヘルベルト・ヴィマーとの契約のためドイツを訪れたベルナベウが、同じボルシアMGに所属していたシュティーリケのプレーを見て心変わりを起こし契約した。レアル・マドリードでは守備的MFからスイーパーへコンバートされると、在籍した8年間に1977年からリーグ3連覇 (1977-78, 1978-79, 1979-80)、コパ・デルレイ優勝2回 (1979-80, 1981-82)、UEFAカップ1984-85優勝に貢献。ドン・バロン・アワードの最優秀外国人賞を最多の4度受賞した。
1985年からはスイスのヌーシャテル・ザマックスへ移籍し、2度のリーグ優勝 (1986-87, 1987-88)、に貢献しクラブに初のリーグタイトルをもたらしたが、膝の怪我が基で1988年に現役を引退した。

### 代表
西ドイツ代表としては1975年9月3日に行われたオーストリア戦でデビューした。当時のドイツサッカー連盟 (DFB) はフランツ・ベッケンバウアーの後継者となり得る選手の国外移籍を禁止したい意向を持っており、会長のヘルマン・ノイベルガーは1978 FIFAワールドカップ開催前の代表候補選手の国外移籍を禁止していたが、シュティーリケ
はレアル・マドリードからオファーを受けた際にDFBやノイベルガーの意向に反して移籍したため、1977年2月23日に行われたフランス戦 を最後に代表から追放された。
その後、ユップ・デアヴァルが監督に就任すると代表に復帰し、1980年6月にイタリアで開催されたUEFA欧州選手権1980では優勝、1982年6月にスペインで開催された1982 FIFAワールドカップでは準優勝に貢献。1984年6月にフランスで開催されたUEFA欧州選手権1984でも3試合に出場したがグループリーグで敗退。3か月後の同年9月12日に行われたのアルゼンチン戦（欧州選手権終了後にデアヴァルの後任として監督に就任したベッケンバウアーが最初に指揮を執った試合。試合は1-2で敗退）を最後に代表から退いた。シュティーリケは国際Aマッチ42試合出場3得点を記録した。

## 指導者経歴

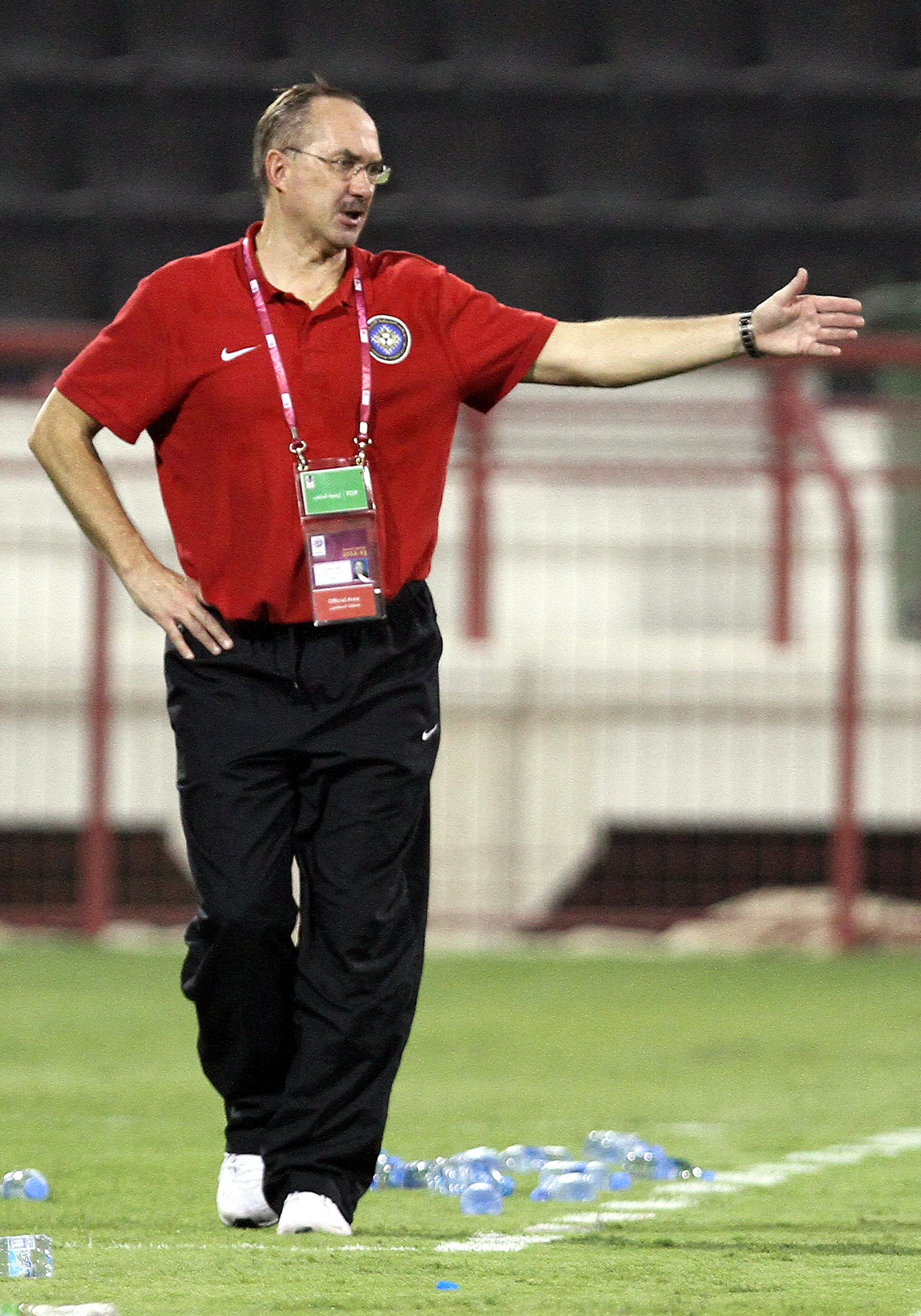
2012年のシュティーリケ

1989年にスイス代表の監督に就任。同年6月21日に行われたブラジルとの国際親善試合が初采配となったが、この試合で1-0と勝利した。UEFA EURO '92予選では1991年11月13日に行われたルーマニアとの最終戦で0-1と敗れ、勝ち点1の差でスコットランドに競り負け本大会出場を逃した。
古巣のヌーシャテル・ザマックス、ブンデスリーガ2部のSVヴァルトホーフ・マンハイム、スペインのUDアルメリアの監督を務めた後、1998年9月9日にドイツ代表のアシスタントコーチに就任。ベルティ・フォクツの後任として監督に就任したエーリッヒ・リベックを補佐したが実質的にはシュティーリケが意思決定の権限を握っていたと言われている。一方、より現代的なゾーンディフェンスへの転換を求めるシュティーリケと、スイーパーにローター・マテウスを配し従来通りの戦術を継続するリベックとの間で意見が対立するようになり、2000年4月26日に行われたスイスとの国際親善試合で引き分けに終わると、UEFA EURO 2000直前の同年5月7日に解任された。後任のコーチはホルスト・ルベッシュが務めたが、シュティーリケはドイツサッカー連盟の技術部門に残り2006年までユース年代のドイツ代表監督を務めた。
2006年9月14日、アンリ・ミシェルの後任としてコートジボワール代表監督に就任したが、2008年1月7日に息子の健康上の問題のためアフリカネイションズカップ2008の大会直前に代表監督を辞任した。息子は肺移植手術を受けることが出来ず生命維持装置が必要となるまでに病状が悪化し、同年2月1日に23歳で亡くなった。その後、短期契約を結んで監督に復帰し同年4月15日まで指揮した。
2008年5月31日にスイスのFCシオンの監督に就任し3年契約を結んだが、会長との不和が原因となり同年11月に辞任した。
2009年1月5日、カタールのアル・アラビの監督に就任した。契約期間は2010年6月30日までの1年半となっており、リーグ戦を3位で終えて契約期間を満了すると、翌シーズンからアル・セイリヤの監督を務め、2013年6月7日にアル・アラビに復帰し1年半の契約を結んだ
2014年9月、韓国代表の監督に就任した。契約期間は2018 FIFAワールドカップまでの4年間。2015年1月に行われたAFCアジアカップ2015ではチーム状態は芳しくなかったものの、7大会ぶりの決勝進出に導いたが、決勝ではオーストラリア代表に延長戦の末、1-2と敗れ準優勝に終わった。
一方、2018 FIFAワールドカップ・アジア3次予選ではワールドカップ出場圏内となる2位を維持していたものの苦戦が続いていた。2017年6月13日に行われたカタール代表戦において2-3で敗れると、同年6月15日に大韓サッカー協会とシュティーリケ本人の合意の下での契約解除が発表された。
2017年9月、天津泰達足球倶楽部の監督に就任。
2020年シーズンは開幕から1分4敗と不振に陥り、8月19日に解任された。

## 人物
ユース時代からリベロを務めていたが、西ドイツ代表や所属クラブでは中盤で起用される機会もあり、1980年代初頭には「ヨーロッパで最高のミッドフィールダーの一人」と評された。また、的確なポジショニングとボディコンタクトで相手の攻撃を封じるとともに、積極的な攻撃参加を得意としていたことからフランツ・ベッケンバウアーに準えられた。その一方で確固たる意志を持ち、容易に妥協することはせず我が道を行く、頑固な性格の持ち主でもある。

## 個人成績

### クラブでの成績
出典
| クラブ成績         | クラブ成績     | クラブ成績 | リーグ | リーグ | カップ | カップ | ヨーロッパ | ヨーロッパ | その他 | その他 | 通算 | 通算 |
| クラブ             | リーグ         | シーズン   | 出場   | 得点   | 出場   | 得点   | 出場       | 得点       | 出場   | 得点   | 出場 | 得点 |
| ------------------ | -------------- | ---------- | ------ | ------ | ------ | ------ | ---------- | ---------- | ------ | ------ | ---- | ---- |
| ボルシアMG         | ブンデスリーガ | 1972-73    | 1      | 0      | 2      | 0      | 0          | 0          | -      | -      | 3    | 0    |
| ボルシアMG         | ブンデスリーガ | 1973-74    | 26     | 3      | 0      | 0      | 5          | 0          | -      | -      | 31   | 3    |
| ボルシアMG         | ブンデスリーガ | 1974-75    | 25     | 1      | 2      | 0      | 9          | 1          | -      | -      | 36   | 2    |
| ボルシアMG         | ブンデスリーガ | 1975-76    | 33     | 4      | 4      | 0      | 6          | 1          | -      | -      | 43   | 5    |
| ボルシアMG         | ブンデスリーガ | 1976-77    | 24     | 4      | 0      | 0      | 8          | 1          | -      | -      | 32   | 5    |
| 小計               | 小計           | 小計       | 109    | 12     | 8      | 0      | 28         | 3          | 0      | 0      | 145  | 15   |
| レアル・マドリード | プリメーラ     | 1977-78    | 27     | 13     | 0      | 0      | 0          | 0          | 0      | 0      | 27   | 13   |
| レアル・マドリード | プリメーラ     | 1978-79    | 24     | 2      | 0      | 0      | 2          | 1          | 0      | 0      | 26   | 3    |
| レアル・マドリード | プリメーラ     | 1979-80    | 31     | 5      | 0      | 0      | 8          | 1          | 0      | 0      | 39   | 6    |
| レアル・マドリード | プリメーラ     | 1980-81    | 29     | 5      | 0      | 0      | 9          | 0          | 0      | 0      | 38   | 5    |
| レアル・マドリード | プリメーラ     | 1981-82    | 28     | 9      | 0      | 0      | 6          | 0          | 0      | 0      | 34   | 9    |
| レアル・マドリード | プリメーラ     | 1982-83    | 28     | 4      | 3      | 0      | 6          | 0          | 1      | 0      | 38   | 4    |
| レアル・マドリード | プリメーラ     | 1983-84    | 23     | 3      | 2      | 0      | 1          | 0          | 0      | 0      | 26   | 3    |
| レアル・マドリード | プリメーラ     | 1984-85    | 25     | 0      | 6      | 1      | 10         | 0          | 0      | 0      | 41   | 1    |
| 小計               | 小計           | 小計       | 215    | 41     | 11     | 1      | 42         | 2          | 1      | 0      | 269  | 44   |
| ヌーシャテル       | ナツィオナル   | 1985-86    | 27     | 3      | ?      | ?      | 8          | 4          | -      | -      | 35   | 7    |
| ヌーシャテル       | ナツィオナル   | 1986-87    | 28     | 6      | ?      | ?      | 4          | 1          | -      | -      | 32   | 7    |
| ヌーシャテル       | ナツィオナル   | 1987-88    | 12     | 1      | ?      | ?      | 0          | 0          | -      | -      | 12   | 1    |
| 小計               | 小計           | 小計       | 67     | 10     | ?      | ?      | 12         | 5          | 0      | 0      | 79   | 15   |
| 合計               | 合計           | 合計       | 391    | 63     | 19     | 1      | 82         | 10         | 1      | 0      | 493  | 74   |

### 代表での成績
出典
| 西ドイツ代表 | 西ドイツ代表 | 西ドイツ代表 | 西ドイツ代表 | 西ドイツ代表 | 西ドイツ代表 | 西ドイツ代表 | 西ドイツ代表 |
| 年           | 国際大会     | 国際大会     | 親善試合     | 親善試合     | 合計         | 合計         |              |
| 年           | 出場         | 得点         | 出場         | 得点         | 出場         | 得点         |              |
| ------------ | ------------ | ------------ | ------------ | ------------ | ------------ | ------------ | ------------ |
| 1975         | 1            | 0            | 2            | 0            | 3            | 0            |              |
| 1976         | 1            | 0            | 1            | 0            | 2            | 0            |              |
| 1977         | 0            | 0            | 1            | 0            | 1            | 0            |              |
| 1978         | 0            | 0            | 1            | 0            | 1            | 0            |              |
| 1979         | 3            | 0            | 0            | 0            | 3            | 0            |              |
| 1980         | 5            | 0            | 0            | 0            | 5            | 0            |              |
| 1981         | 5            | 0            | 0            | 0            | 5            | 0            |              |
| 1982         | 8            | 0            | 4            | 0            | 12           | 0            |              |
| 1983         | 2            | 1            | 1            | 0            | 3            | 1            |              |
| 1984         | 3            | 0            | 4            | 2            | 7            | 2            |              |
| 通算         | 28           | 1            | 14           | 2            | 42           | 3            |              |

### 代表での得点
出典
| # | 開催日        | 開催地               | 対戦国     | 結果 | 大会                   |
| - | ------------- | -------------------- | ---------- | ---- | ---------------------- |
| 1 | 1983年3月26日 | 西ドイツ、ベルリン   | トルコ     | 5-1  | UEFA欧州選手権1984予選 |
| 2 | 1984年2月15日 | ブルガリア、ヴァルナ | ブルガリア | 3-2  | 親善試合               |
| 3 | 1984年2月15日 | ブルガリア、ヴァルナ | ブルガリア | 3-2  | 親善試合               |

## 獲得タイトル

### クラブ
ボルシアMG
- ブンデスリーガ - 1975, 1976, 1977
- DFBポカール - 1973
- UEFAカップ - 1975

レアル・マドリード
- リーガ・エスパニョーラ - 1978, 1979, 1980
- コパ・デル・レイ - 1980, 1982
- コパ・デ・ラ・リーガ - 1985
- UEFAカップ - 1985

ヌーシャテル・ザマックス
- ナツィオナル・リーガ - 1987, 1988

### 代表
- UEFA欧州選手権 - 1980

### 指導者
アル・セイリヤ
- カタールガス・リーグ（英語版） - 2011-12

韓国代表
- 東アジアカップ - 2015